# Giuseppe Campani

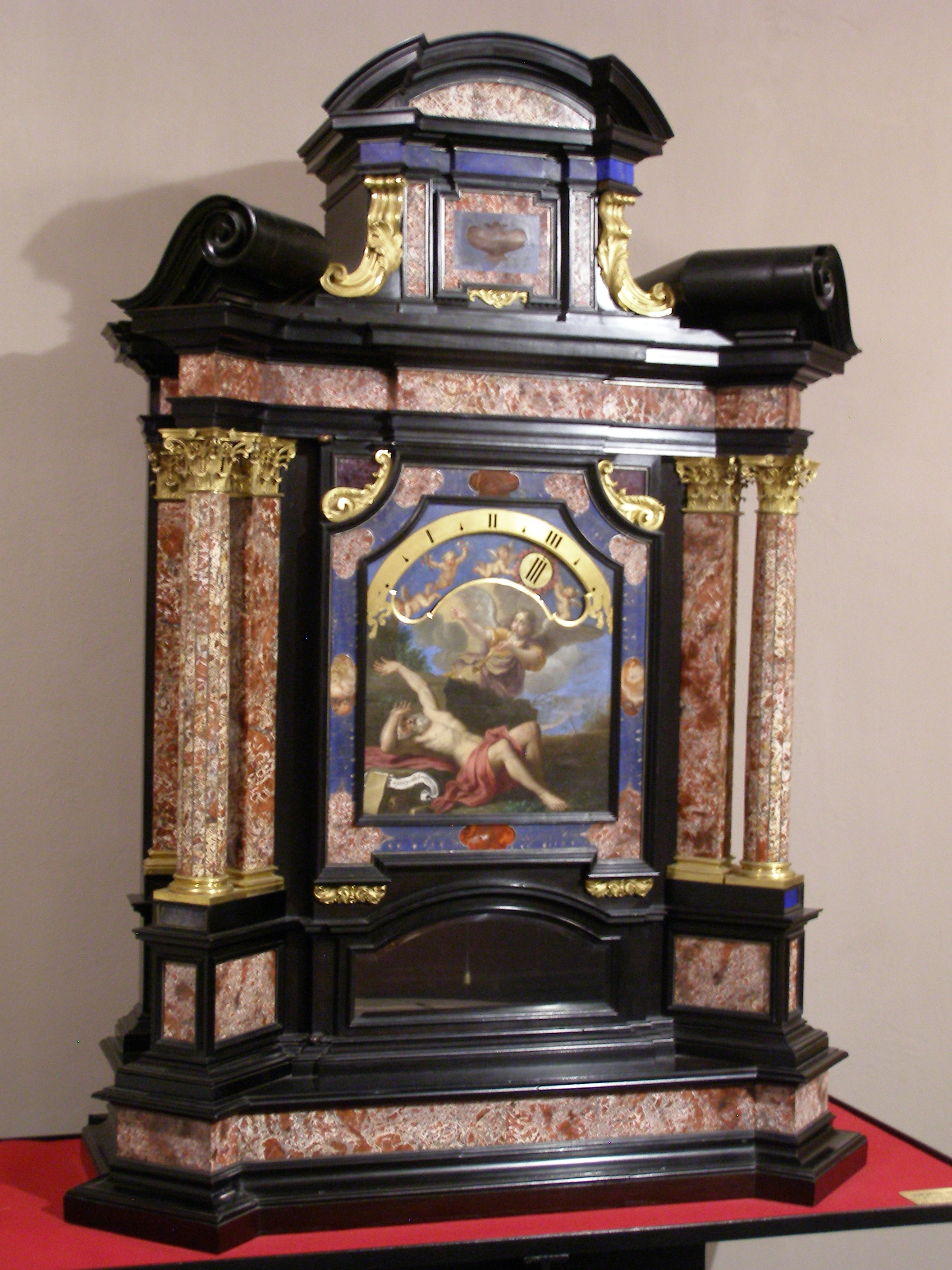
Orologio notturno di Giuseppe Campani. Genova, Palazzo Rosso.

Giuseppe Campani (Castel San Felice, 1635 – Roma, 28 luglio 1715) è stato un ottico, astronomo e inventore italiano, uno dei primi ad aver sviluppato la tecnologia necessaria per produrre strumenti ottici scientifici di grande qualità ed inventore, tra l'altro, della prima smerigliatrice e lucidatrice per lenti.

## Biografia

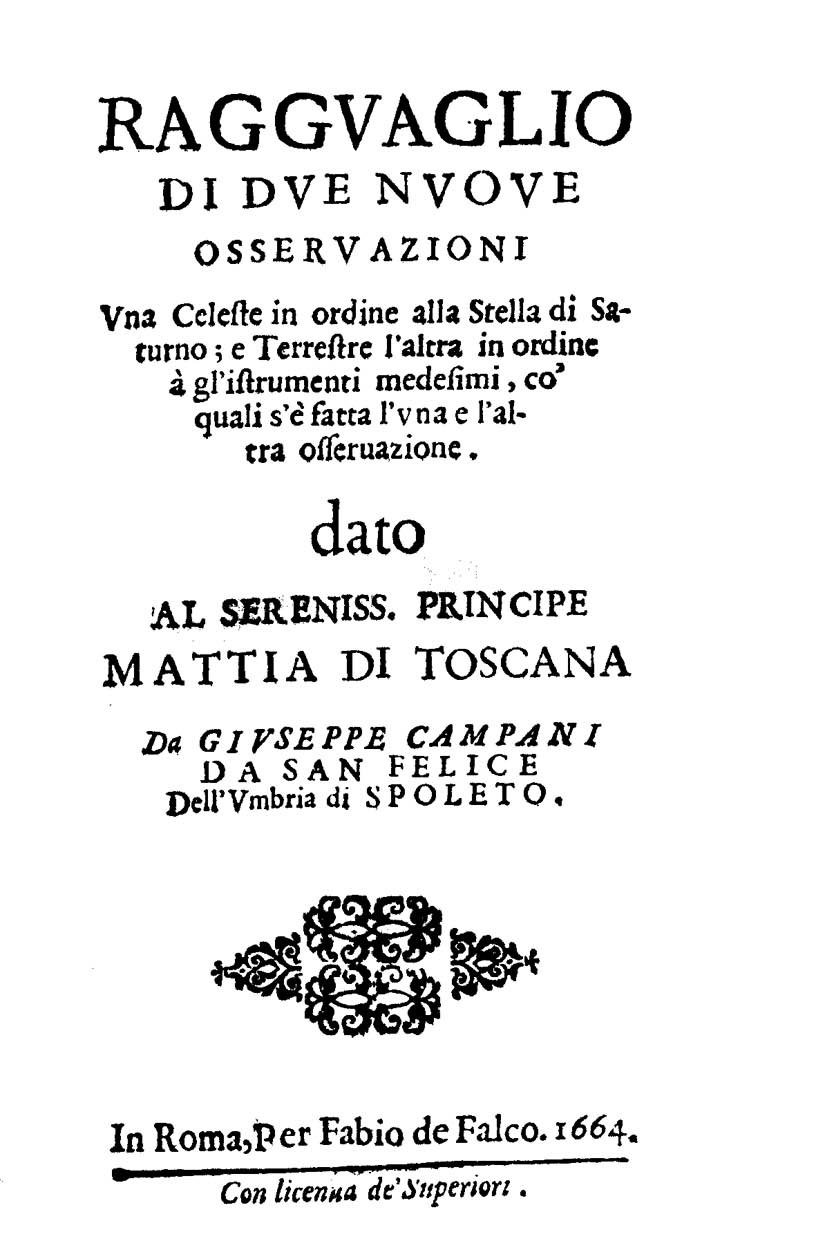
Ragguaglio di due nuove osservazioni, 1664

Di origine contadina, nato in una piccola località nei pressi di Spoleto, Giuseppe Campani si stabilì in giovane età a Roma, dove imparò a smerigliare le lenti presso i suoi due fratelli, noti nel campo dell'orologeria: Matteo, parroco a S. Tommaso e appassionato di meccanica, e Pier Tommaso, orologiaio di professione. A Roma Giuseppe imparò a molare lenti e, con i suoi due fratelli, costruì un orologio silenzioso che, dopo essere stato presentato al papa Alessandro VII, procurò loro grande notorietà.
In seguito, Giuseppe Campani si dedicò a tempo pieno alla costruzione di lenti, e per circa 50 anni costruì telescopi ottici e lenti per persone e istituzioni importanti, fra cui l'Osservatorio Reale di Parigi, diretto a quell'epoca da Cassini. Nel 1664 creò un proprio laboratorio nel quale costruì lenti e telescopi di grande lunghezza focale, costruendoli in legno in luogo della carta comunemente utilizzata. Migliorò anche i tubi di legno dei suoi telescopi, ricoprendoli con cuoio, con una tecnica che sarebbe stata seguita sino al XIX secolo.  Sebbene piuttosto ingombranti, i suoi telescopi sono durati a lungo. A lui si deve anche l'invenzione di microscopi con messa a fuoco attuata per mezzo di un profilo elicoidale, più preciso del sistema a scorrimento ed attrito utilizzato sino allora. Ideò anche un oculare che porta il suo nome.

## Attività scientifica
Egli stesso utilizzò i suoi telescopi per osservazioni astronomiche: tra il 1664 ed il 1665 osservò i satelliti di Giove e gli anelli di Saturno. Dibatté col suo rivale Eustachio Divini, anch'egli costruttore di telescopi a Roma e anch'egli autore di osservazioni astronomiche, la priorità nell'osservazione delle macchie di Giove.

## Opere
- Discorso intorno a' suoi muti orioli, 1660.
- Ragguaglio di due nuove osservazioni. Una celeste in ordine alla stella di Saturno; e terrestre l'altra in ordine a gl'istrumenti medesimi, co' quali s'e fatta l'una e l'altra osservazione, Roma, Fabio Di Falco, 1664.
- Lettera di Giuseppe Campani intorno all'ombre delle stelle medicee nel volto di Gioue, ed altri noui fenomeni celesti scoperti co' suoi occhiali. Al Signor Gio. Domenico Cassini, Roma, nella Stampa di Fabio de Falco, 1665.